# Diostrombus whitfieldi
Diostrombus whitfieldi är en insektsart som beskrevs av Frederick Arthur Godfrey Muir 1934. Diostrombus whitfieldi ingår i släktet Diostrombus och familjen Derbidae. Inga underarter finns listade i Catalogue of Life.